# هيكينان (آيتشي)
هيكينان مدينة تقع ضمن محافظة آيتشي في اليابان، تأسست في 4/5/1948، بلغ عدد تعداد سكانها في 1 يناير – 2008 حوالي 73024 مساحتها الإجمالية حوالي 35.86 كم٢ لتصبح كثافة سكانها 2036 نسمة لكل كيلو متر مربع.

## المناخ
يظهر الجدول التالي التغييرات المناخية على مدار السنة لهيكينان:
| البيانات المناخية لـهيكينان       | البيانات المناخية لـهيكينان | البيانات المناخية لـهيكينان | البيانات المناخية لـهيكينان | البيانات المناخية لـهيكينان | البيانات المناخية لـهيكينان | البيانات المناخية لـهيكينان | البيانات المناخية لـهيكينان | البيانات المناخية لـهيكينان | البيانات المناخية لـهيكينان | البيانات المناخية لـهيكينان | البيانات المناخية لـهيكينان | البيانات المناخية لـهيكينان | البيانات المناخية لـهيكينان |
| الشهر                             | يناير                       | فبراير                      | مارس                        | أبريل                       | مايو                        | يونيو                       | يوليو                       | أغسطس                       | سبتمبر                      | أكتوبر                      | نوفمبر                      | ديسمبر                      | المعدل السنوي               |
| --------------------------------- | --------------------------- | --------------------------- | --------------------------- | --------------------------- | --------------------------- | --------------------------- | --------------------------- | --------------------------- | --------------------------- | --------------------------- | --------------------------- | --------------------------- | --------------------------- |
| متوسط درجة الحرارة الكبرى °م (°ف) | 9.2 (48.6)                  | 9.7 (49.5)                  | 13.2 (55.8)                 | 18.5 (65.3)                 | 22.7 (72.9)                 | 25.5 (77.9)                 | 29.2 (84.6)                 | 30.9 (87.6)                 | 27.4 (81.3)                 | 22.2 (72.0)                 | 17.1 (62.8)                 | 11.9 (53.4)                 | 19.8 (67.6)                 |
| المتوسط اليومي °م (°ف)            | 5.3 (41.5)                  | 5.5 (41.9)                  | 8.9 (48.0)                  | 14.2 (57.6)                 | 18.5 (65.3)                 | 21.9 (71.4)                 | 25.5 (77.9)                 | 26.9 (80.4)                 | 23.6 (74.5)                 | 18.3 (64.9)                 | 13.1 (55.6)                 | 8.0 (46.4)                  | 15.8 (60.4)                 |
| متوسط درجة الحرارة الصغرى °م (°ف) | 2.0 (35.6)                  | 1.9 (35.4)                  | 4.9 (40.8)                  | 10.1 (50.2)                 | 14.7 (58.5)                 | 18.8 (65.8)                 | 22.6 (72.7)                 | 23.8 (74.8)                 | 20.7 (69.3)                 | 14.9 (58.8)                 | 9.6 (49.3)                  | 4.5 (40.1)                  | 12.4 (54.3)                 |
| الهطول مم (إنش)                   | 47.9 (1.89)                 | 59.2 (2.33)                 | 135.9 (5.35)                | 149.5 (5.89)                | 178.7 (7.04)                | 231.5 (9.11)                | 175.3 (6.90)                | 157.5 (6.20)                | 257.2 (10.13)               | 127.8 (5.03)                | 93.0 (3.66)                 | 38.9 (1.53)                 | 1٬649٫8 (64.95)             |
| ساعات سطوع الشمس الشهرية          | 169.3                       | 173.6                       | 192.9                       | 196.4                       | 190.9                       | 137.0                       | 163.9                       | 215.4                       | 150.4                       | 168.3                       | 169.2                       | 183.9                       | 2٬110٫7                     |
| المصدر:                           |                             |                             |                             |                             |                             |                             |                             |                             |                             |                             |                             |                             |                             |

## معرض صور

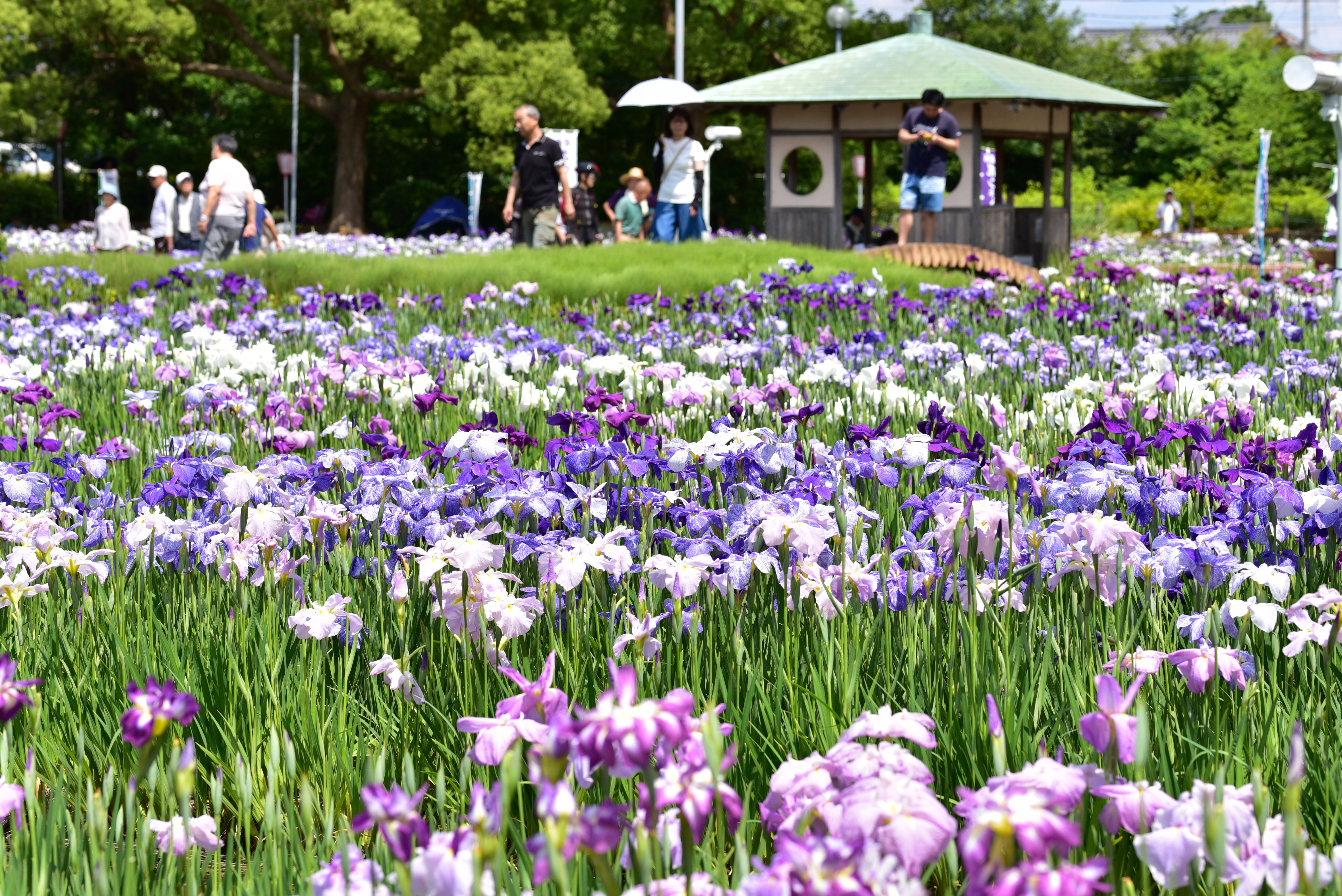
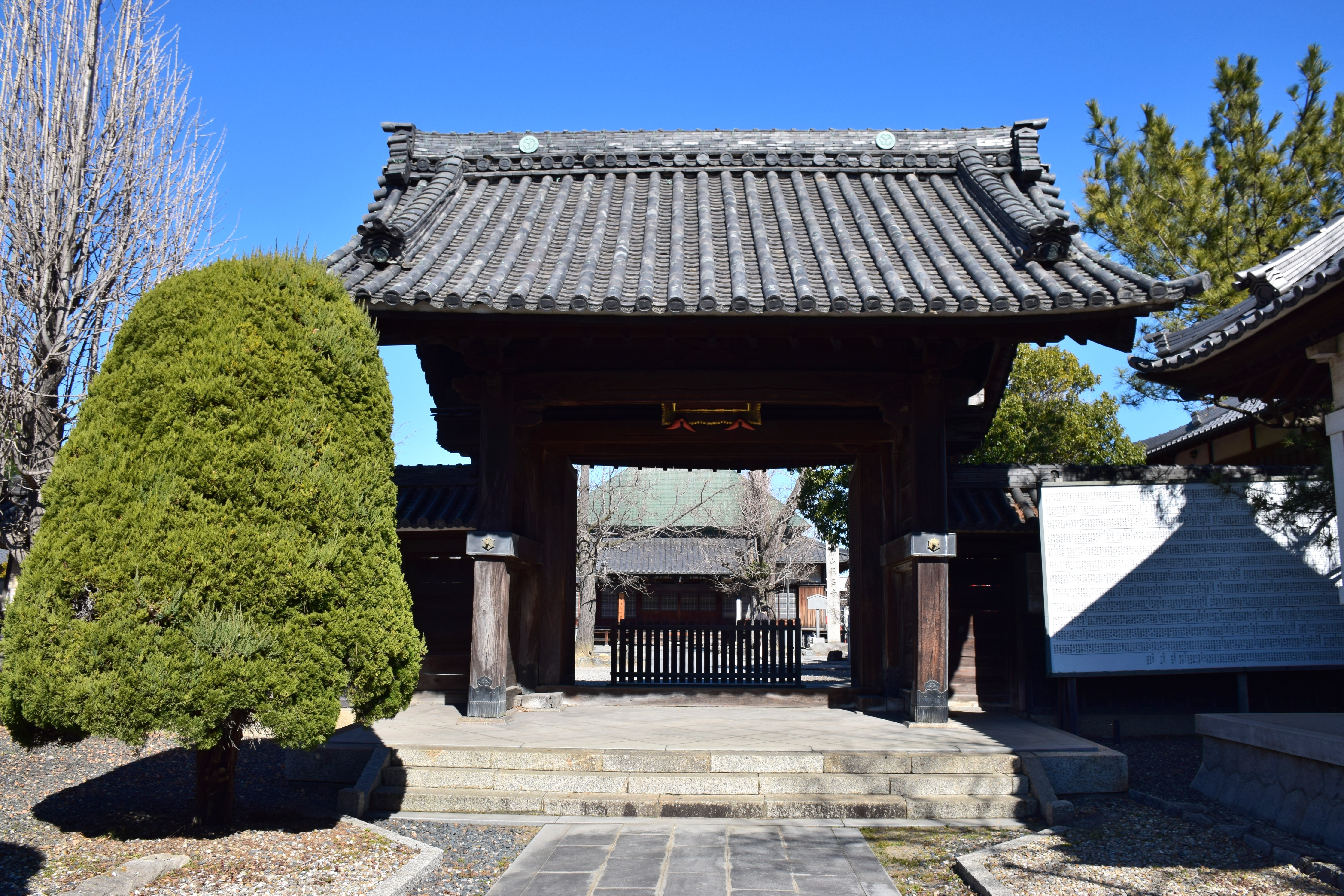
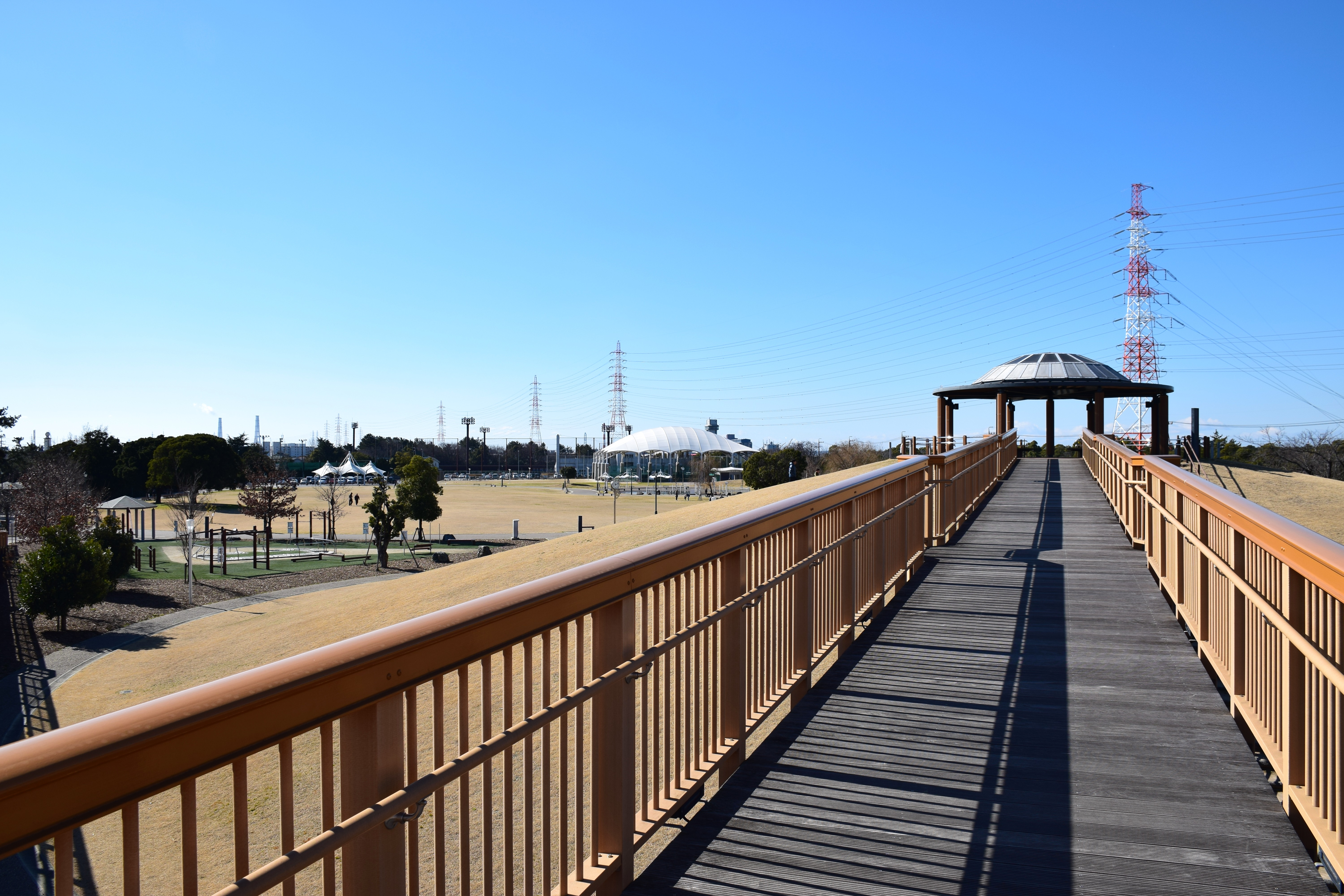
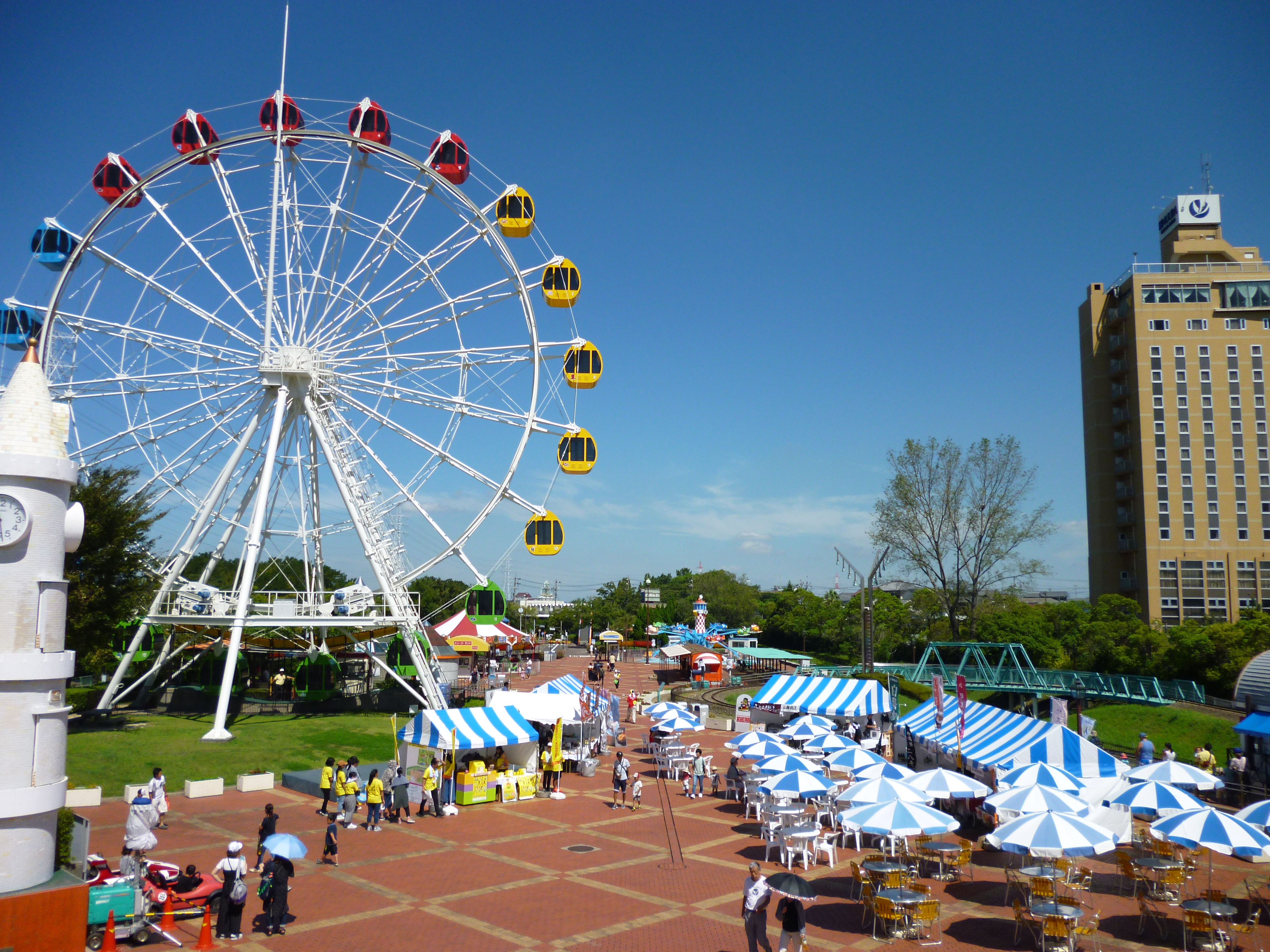
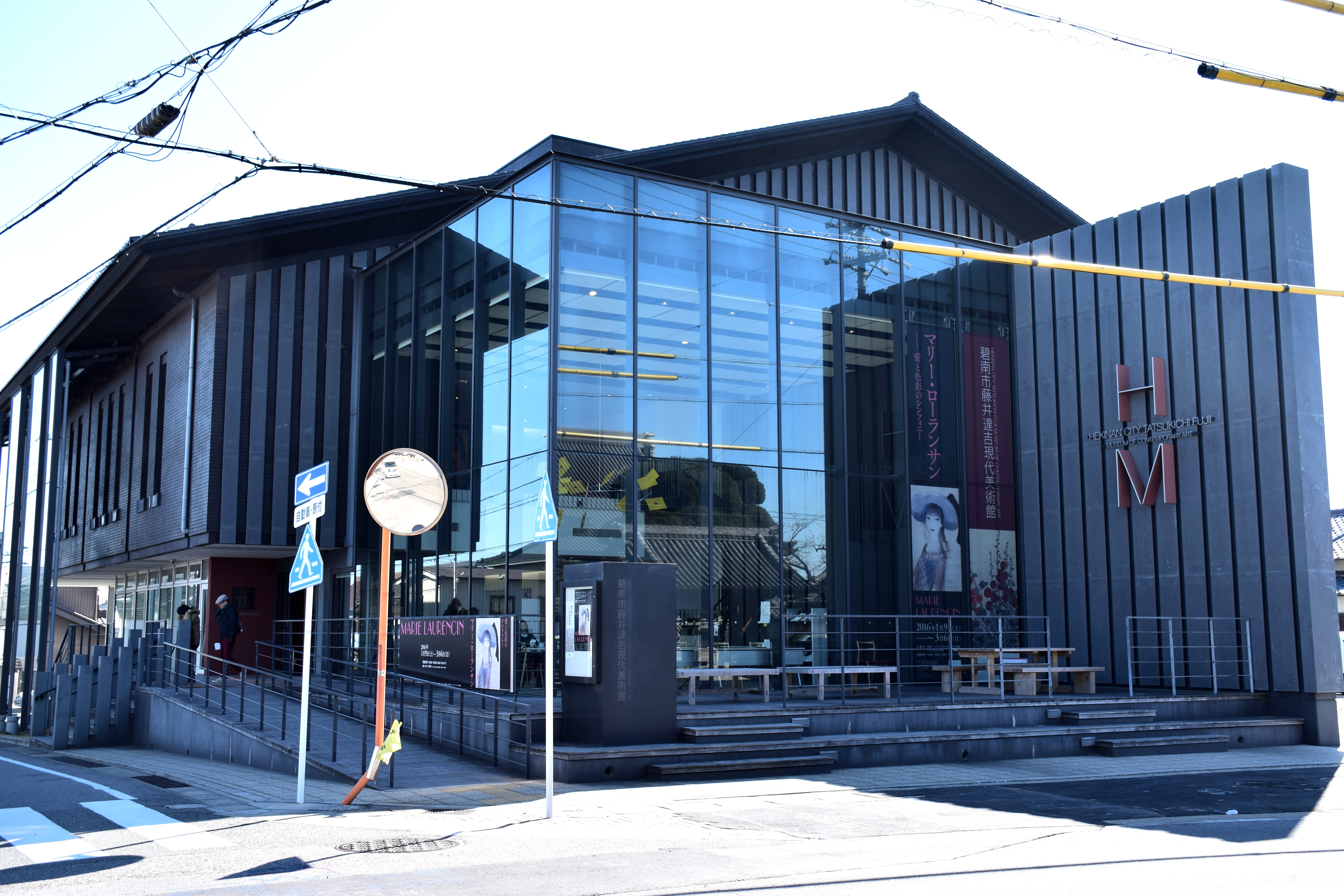
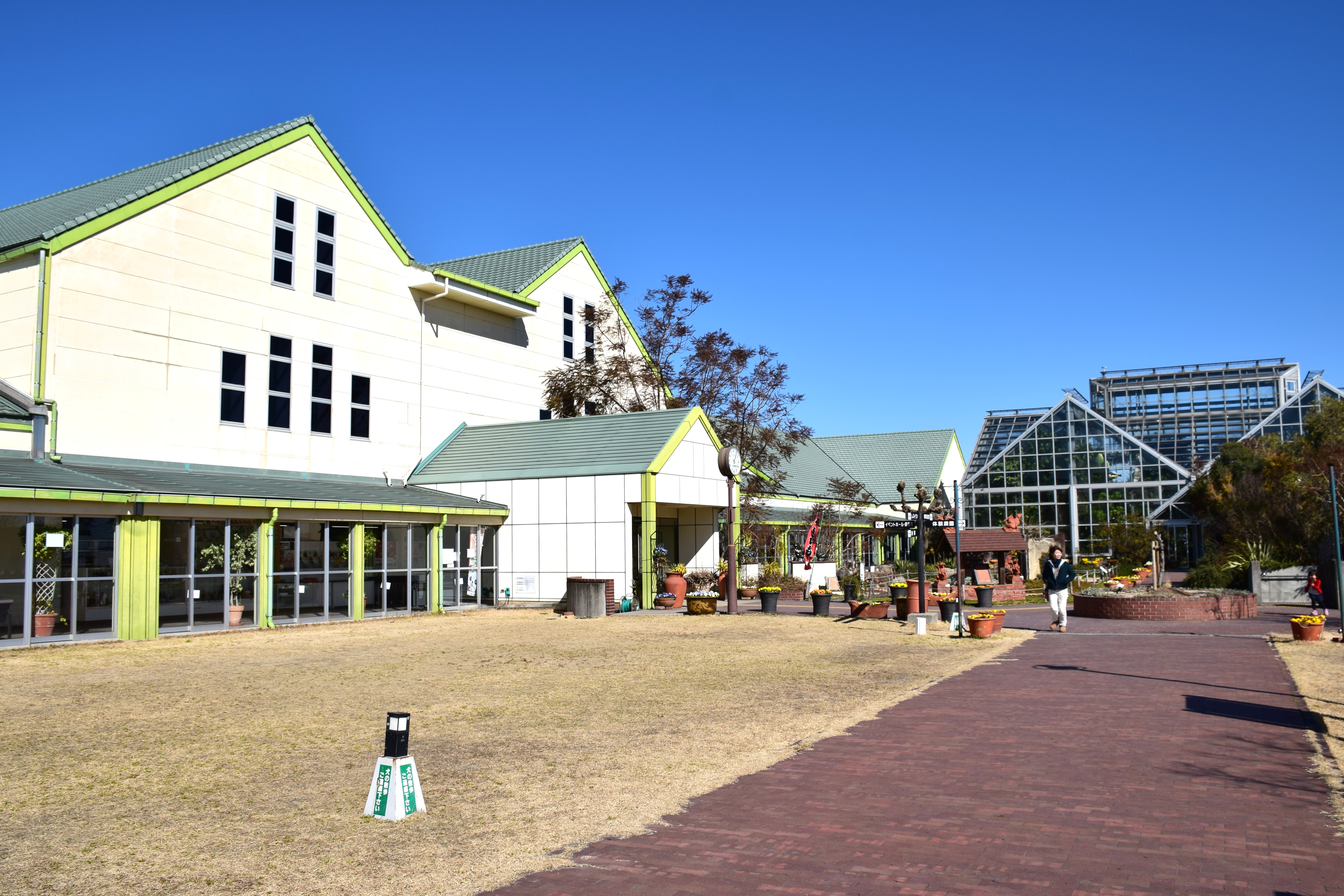

## توأمة
لهيكينان (آيتشي) اتفاقيات توأمة مع:
- بولا (5 أبريل 2007 - )